# Thomas Hooker
Thomas Hooker (Marefield of Birstall, Leicestershire, 5 juli 1586 – Hartford, Connecticut, 7 juli 1647) was een prominent puriteins en congregationalistisch predikant.
Nadat Hooker de Latijnse school bezocht had, studeerde hij in Cambridge. Daar bezocht hij eerst het Queens College en daarna het Emmanuël College. Na de studie werd hij predikant in Esher, een kleine gemeente in de omgeving van Londen. In zijn tijd te Esher trad hij in het huwelijk. Vanaf 1626 was hij als lecturer verbonden aan de gemeente te Chelmsford, Essex. Zijn aanstelling als lecturer betekende dat hij mocht preken, zonder zich te moeten conformeren aan het Book of Common Prayer. In Chelmsford, Essex preekte hij totdat bisschop Laud te Londen hem dat verbood. Hooker vertrok daarna naar Nederland, waar hij enkele Engelstalige gemeenten diende. In 1633 emigreerde hij naar Newtown in Massachusetts. Daar werd hij bevestigd tot predikant. Met een deel van zijn gemeente verhuisde hij in 1636 naar Hartford (Connecticut), het begin van de zogenoemde Colony of Connecticut. In 1647 overleed hij, tijdens een pestepidemie, in de leeftijd van 61 jaar.

## Theologie
Hooker hing de stelling aan dat dat een zondaar die Christus nog niet met een waar geloof heeft omhelsd, er eerst mee tevreden moet zijn om verdoemd te worden als de eer van God dit vordert. Men moest het recht van God liever hebben dan de eigen zaligheid. Collega-puriteinen zoals Increase Mather vonden deze voorwaarde een afschuwelijke stelling en ook Salomon Stoddard moest hier niets van weten.